# Giovanni Genucchi
Giovanni Genucchi (Bruxelles, 10 aprile 1904 – Castro, 3 ottobre 1979) è stato uno scultore, pittore e intagliatore svizzero-italiano.

## Opere
- Bellinzona, Museo Villa dei Cedri, Bastone, 1922;
- Bellinzona, Chiesa di San Rocco, Via Crucis in legno intagliato, 1932; nel cimitero, sculture ornamentali per varie tombe;
- Biasca cimitero, sculture ornamentali per varie tombe, secondo quarto del sec. XX;
- Gentilino, Chiesa parrocchiale di Sant'Abbondio, sull'altar maggiore, statua lignea di Sant'abbondio, 1939;
- Corzoneso Piano-Boscero, Chiesa di San Remigio, abside, ricostruzione dell'altare, 1940-1941;
- Lugano, Museo Cantonale d’Arte, La paura, 1948, graniglia tinteggiata, 44.5 x 19 x 21.5 cm
- Bellinzona, Museo Villa dei Cedri, statua di bronzo, Pomona (Stupore), 1945–1950;
- Lugano, Museo Cantonale d'Arte, Figura femminile sdraiata, 1951-1954, gesso dipinto di rosso su zoccolo in legno, 12.5 x 41 x 14 cm
- Passo del Lucomagno, monumentale statua in granito raffigurante la Madonna col Bambino, 1956;
- Brissago, Chiesa parrocchiale dei Santi Pietro e Paolo, nel coro, nuova mensa d'altare scolpita in granito, 1963;
- Muzzano, Chiesa parrocchiale di Santa Maria dell'Annunciazione, nuova mensa d'altare, 1969;
- Brione sopra Minusio, Carmelo di Santa Teresa, nella cappella, statua di Cristo crocifisso, 1969;
- Lugano, Museo Cantonale d'Arte, Madonna col Bambino, 1969, legno, 58 x 17 x 17 cm
- Lugano, Museo Cantonale d'Arte, Figura femminile, senza data, legno, 88 x 31 cm[1]
- Ponto Valentino, Chiesa parrocchiale di San Martino, nuova mensa d'altare in granito, 1970-1971;
- Bedigliora, cimitero, tomba dell'architetto Giacomo Alberti, figura, rilievo in bronzo, 1975; nella Cappelletta sul bivio per Banco, statua della Madonna col Bambino, 1975.